# Petukhovo
Petukhovo (rus: Петухово) és una ciutat de l'óblast de Kurgan, a Rússia. Es troba al vessant est dels Urals, a 180 km al sud-est de Kurgan, la capital provincial.
Fou fundada el 1892 al voltant d'una estació del Transsiberià. El 1899 es fusionà amb un llogaret proper, Iudino, i el 1944 li foren concedits drets municipals.